# Apicia juncturaria
Apicia juncturaria là một loài bướm đêm trong họ Geometridae.